# Награда основателю международной премии «Эмми»
Награда основателю международной премии «Эмми» (англ. International Emmy Founders Award, также просто Награда основателю, англ. Founders Award) присуждается американской Международной академией телевизионных искусств и наук лицам, чьи творческие достижения способствовали повышению качества глобального телевизионного производства. Церемония награждения проходит в Нью-Йорке с 1980 года.

## Победители
| Год  | Обладатель(и)               | Страна          |
| ---- | --------------------------- | --------------- |
| 1980 | Джим Хенсон                 | США             |
| 1981 | Шон Саттон                  | Великобритания  |
| 1981 | Рун Эрледж                  | США             |
| 1982 | Майкл Лэндон                | США             |
| 1983 | Херберт Бродкин             | США             |
| 1984 | Дэвид Л. Волпер             | США             |
| 1985 | Дэвид Аттенборо             | Великобритания  |
| 1986 | Дональд Л. Таффнер          | Великобритания  |
| 1987 | Жак-Ив Кусто                | Франция         |
| 1988 | Гоар Местре                 | Аргентина       |
| 1989 | Пол Фокс                    | Великобритания  |
| 1990 | Джоан Ганз Куни             | США             |
| 1991 | Адриан Кауэлл               | Великобритания  |
| 1992 | Билл Косби                  | США             |
| 1993 | Ричард Данн                 | Великобритания  |
| 1994 | Film on Four: Channel 4     | Великобритания  |
| 1995 | Дон Хьюит                   | США             |
| 1996 | Рег Гранди                  | Австралия       |
| 1997 | Жак Венза                   | США             |
| 1998 | Роберт Холми-старший        | Венгрия         |
| 1999 | Хисаси Хиэда                | Япония          |
| 2000 | Джон Хендрикс               | США             |
| 2001 | Пьер Лескюр                 | Франция         |
| 2002 | Сэр Ховард Стрингер         | Великобритания  |
| 2003 | HBO                         | США             |
| 2004 | MTV International           | США             |
| 2005 | Опра Уинфри                 | США             |
| 2006 | Стивен Спилберг             | США             |
| 2007 | Эл Гор                      | США             |
| 2008 | Дик Вульф                   | США             |
| 2009 | Дэвид Фрост                 | Великобритания  |
| 2010 | Саймон Коуэлл               | Великобритания  |
| 2011 | Найджел Литгоу              | Великобритания  |
| 2012 | Райан Мерфи                 | США             |
| 2012 | Норман Лир                  | США             |
| 2012 | Алан Алда                   | США             |
| 2013 | Джей Джей Абрамс            | США             |
| 2014 | Мэттью Вайнер               | США             |
| 2015 | Джулиан Феллоуз             | Великобритания  |
| 2016 | Шонда Раймс                 | США             |
| 2017 | Не присуждалась             | Не присуждалась |
| 2018 | Грег Берланти               | США             |
| 2019 | Дэвид Бениофф и Д. Б. Уайсс | США             |
| 2020 | Эндрю Куомо (отменено)      | США             |
| 2021 | Не присуждалась             | Не присуждалась |
| 2022 | Ава ДюВерней                | США             |
| 2023 | Джесси Армстронг            | Великобритания  |
| 2024 | Дэвид Э. Келли              | США             |

1. ↑  Актёр и продюсер Кевин Спейси был объявлен получателем награды, но её отозвали до награждения из-за обвинений в сексуальных домогательствах[30].

## Отменённые награды

### Кевин Спейси (2017)
Актёр и продюсер Кевин Спейси был выбран получателем награды за 2017 год, но Международная академия телевизионных искусств и наук позже написала в «Твиттере» об отмене своего решения после обвинений Спейси в сексуальных домогательствах со стороны Спейси в 1986 году в отношении тогдашнего 14-летнего Энтони Рэппа.

### Эндрю Куомо (2020)
Эндрю Куомо, который в то время был губернатором Нью-Йорка, получил награду во время церемонии 2020 года за свои ежедневные инструктажи на ранних стадиях пандемии COVID-19, которые, по словам Международной академии, «эффективно создавали телешоу с персонажами, сюжетные линии, истории успеха и неудач». Однако вскоре после отставки Куомо 24 августа 2021 года, после доклада генерального прокурора штата об обвинениях в сексуальных домогательствах, академия отменила его награду.